# Bläkhof

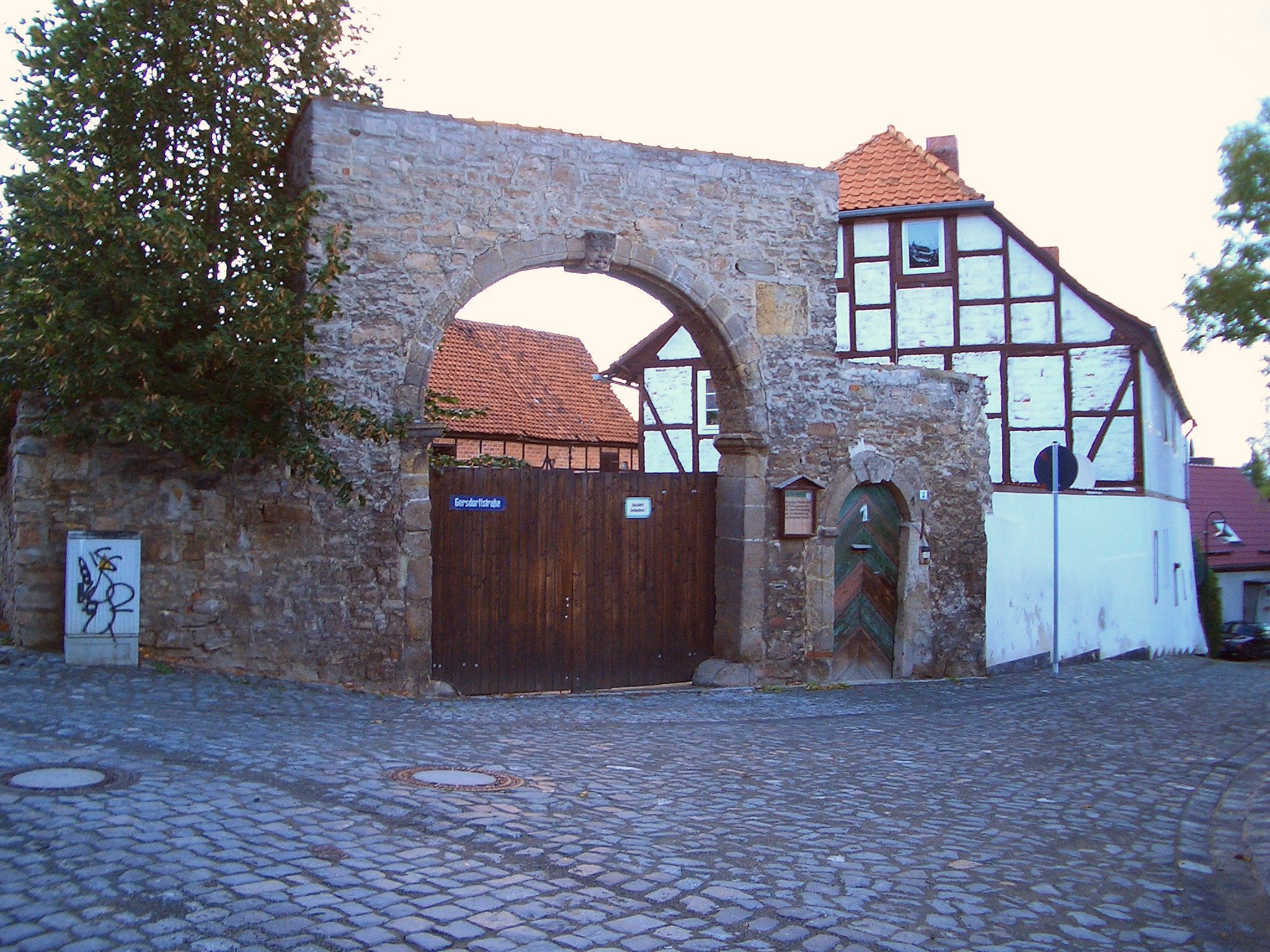
Toreinfahrt des Hofs, 2005

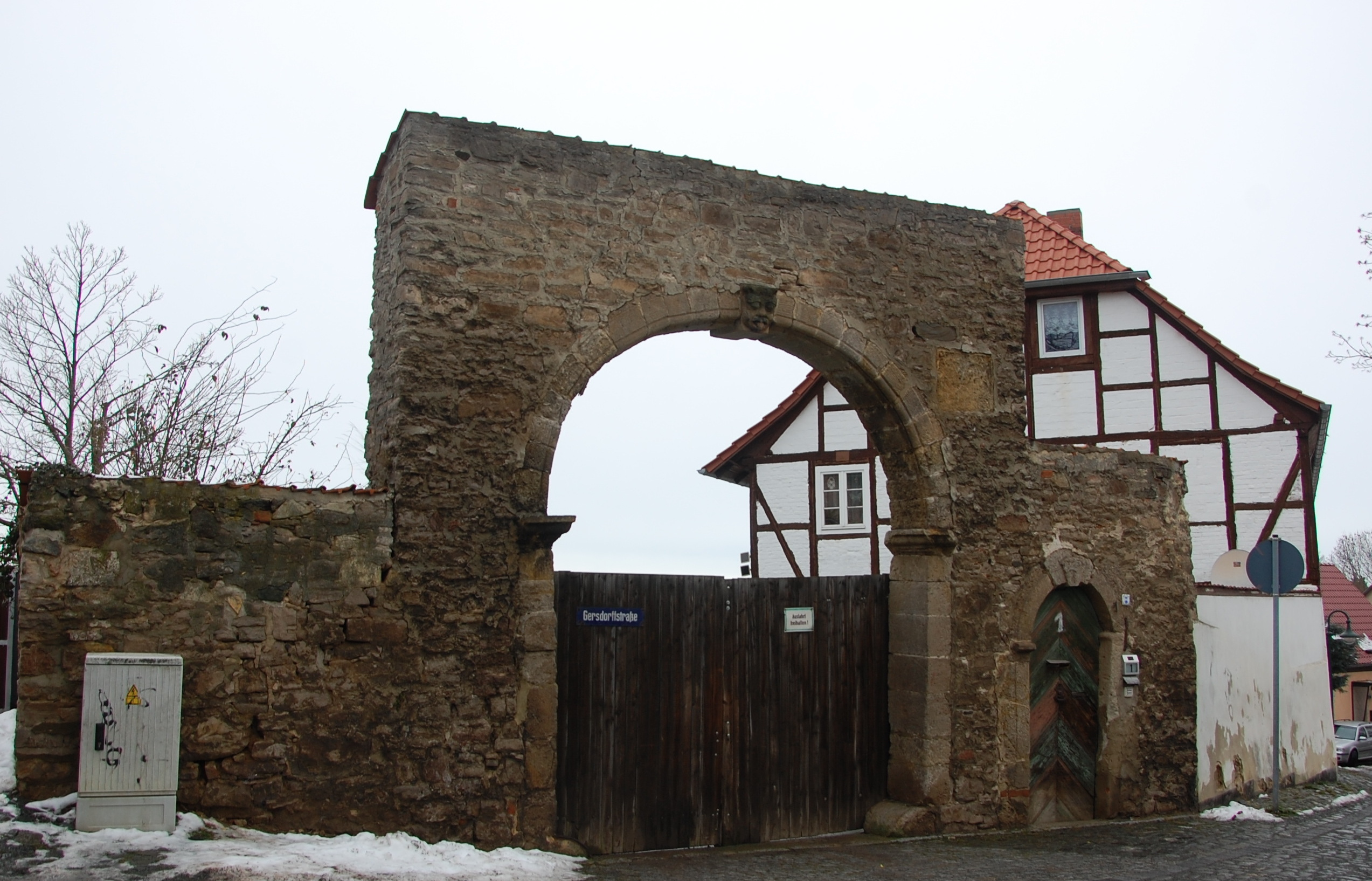
Toreinfahrt im Winter, Februar 2014

Der Bläkhof ist ein denkmalgeschütztes Anwesen in dem zur Stadt Quedlinburg in Sachsen-Anhalt gehörenden Ortsteil Stadt Gernrode.

## Lage
Der große Hof befindet sich im westlichen Teil der Gernröder Altstadt an der Adresse Gersdorfstraße 1 und ist im örtlichen Denkmalverzeichnis als Adelshof eingetragen.

## Architektur und Geschichte
Das Anwesen befindet sich unweit des Geländes des Cyriakus-Stifts, mit dem es wirtschaftlich verbunden war. Ministeriale des Stifts, die Herren von Gersdorff, waren Eigentümer des Hofs. Der Hof stammt vermutlich bereits aus dem 15. Jahrhundert. Die heutige Bebauung stammt vom Anfang des 18. Jahrhunderts. Das zweigeschossige Wohngebäude ist in Fachwerkbauweise errichtet. Bedeckt ist es mit einem Krüppelwalmdach. Das Erdgeschoss ist verputzt und wurde in massiver Bauweise aus Back- und Bruchsteinen erbaut. Im Jahr 1749 wird der Bläkhof neben drei weiteren Höfen Gernrodes als Freihof erwähnt. 1835 wurde im Bereich der Goethe-/Äbtissinstraße ein Malbaum als Grenzmarkierung zwischen dem Bläkhof und dem Hennebergschen Hof gepflanzt. Der Baum wurde 1981 ersetzt.
Für das Erscheinungsbild des Hofs ist die erhaltene Toranlage markant. Der Torbogen ist mit einer Profilierung sowie einer Maske am Scheitelstein (Agraffe) versehen. Die Maske stellt einen Dämonen mit heraushängender Zunge dar und sollte Böses vom Hof fernhalten. An der Nordseite befindet sich eine seitliche Pforte. Ihr Schlussstein über der Tür zeigte ein Wappen, das heute jedoch nicht mehr erkennbar ist.
Zum Anwesen gehörte auch ein gleichfalls als Fachwerkbau ausgeführtes Wirtschaftsgebäude, welches jedoch nach 2005 abgerissen wurde.